# Skitch Henderson
Skitch Henderson (Birmingham, Anglia, 1918. január 27. - New Milford, 2005. november 1.) Angliából származó amerikai dzsesszzongorista, zenekarvezető.

## Pályakép
Skitch Henderson volt a Tonight Show zenekara első vezetője Steve Allennel, később Johnny Carsonnal.
A New York Pops alapító karmestereként, és vendégkarmesterként is dolgozott az ország és a világ legtöbb popzenét és szimfonikus koncertet bemutató zenekaránál. A hosszú évek alatt csatlakozott hozzá Bucky Pizzarelli, Gene Bertoncini és Peter Appleyard − mindannyian külön-külön is elsőrangú sztárok. Ezekhez a nevekhez tartozik még a basszusgitáros Nicki Parrott, a dobos Joe Ascione és egy swing-hegedű quartet.

### Tagok

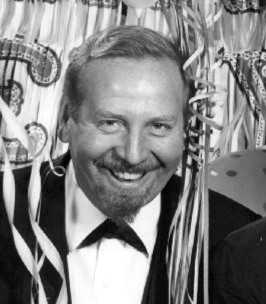

- Skitch Henderson, zongora
- Peter Appleyard, vibrafon
- Bucky Pizzarelli, gitár
- Gene Bertoncini, gitár
- Nicki Parrott, bőgő
- Joe Ascione, dobok
- Matt Glaser, hegedű
- Darol Anger, hegedű
- Sara Caswell, hegedű
- Glenn Basham, hegedű